# Герб сельского поселения Успенское (Тверская область)
Герб муниципального образования сельское поселение «Успе́нское» Ржевского района Тверской области Российской Федерации — опознавательно-правовой знак, служащий официальным символом муниципального образования.
Герб утверждён решением Совета депутатов сельского поселения «Успенское» № 69 от 23 мая 2011 года.
Герб внесён в Государственный геральдический регистр Российской Федерации под регистрационным номером 6910.

## Описание герба
«В лазоревом поле две серебряные чайки, видимые со спины, с распростёртыми крыльями и сокращённо положенные в перевязь, и между ними — золотой трилистный, с лучами в углах крест».
Герб сельского поселения «Успенское», в соответствии с Законом Тверской области от 28 ноября 1996 года № 45 «О гербе и флаге Тверской области» (статья 7), может воспроизводиться в двух равно допустимых версиях:
 — без вольной части;
 — с вольной частью — четырёхугольником, примыкающим изнутри к верхнему краю герба сельского поселения «Успенское» с воспроизведёнными в нем фигурами из гербового щита Тверской области.
Герб сельского поселения «Успенское», в соответствии с Методическими рекомендациями по разработке и использованию официальных символов муниципальных образований (Раздел 2, Глава VIII, п.п. 45-46), утверждёнными Геральдическим советом при Президенте Российской Федерации 28.06.2006 года, может воспроизводиться со статусной короной установленного образца.

## Обоснование символики
Символика фигур герба сельского поселения многозначна:
 — трилистный (наперсный) крест — олицетворяет Троицкий храм в деревне Глебово (построенный под руководством князя Якова Петровича Гагарина и освящённый в 1824 году) и другие церкви (Михайловская церковь в Щапово, Преображенская церковь в Бойне), расположенные на территории поселения;
 — чайки — символ духа, полёта, свободы. Слетающиеся к кресту чайки символически отражают значительную часть населения сельского поселения, бывших офицеров, осевших вместе со своими семьями на этих землях после окончания военной службы в военных городках (частях), расположенных на территории поселения.
Лазурь — символ возвышенных устремлений, искренности, преданности, возрождения.
Серебро — символ чистоты, открытости, божественной мудрости, примирения.
Золото — символ высшей ценности, величия, богатства, урожая.
Герб разработан Союзом геральдистов России.
Герб создан авторским коллективом: идея герба — Константин Мочёнов (Химки), художник и компьютерный дизайн — Оксана Афанасьева (Москва); обоснование символики — Вячеслав Мишин (Химки).